# J. Proctor Knott

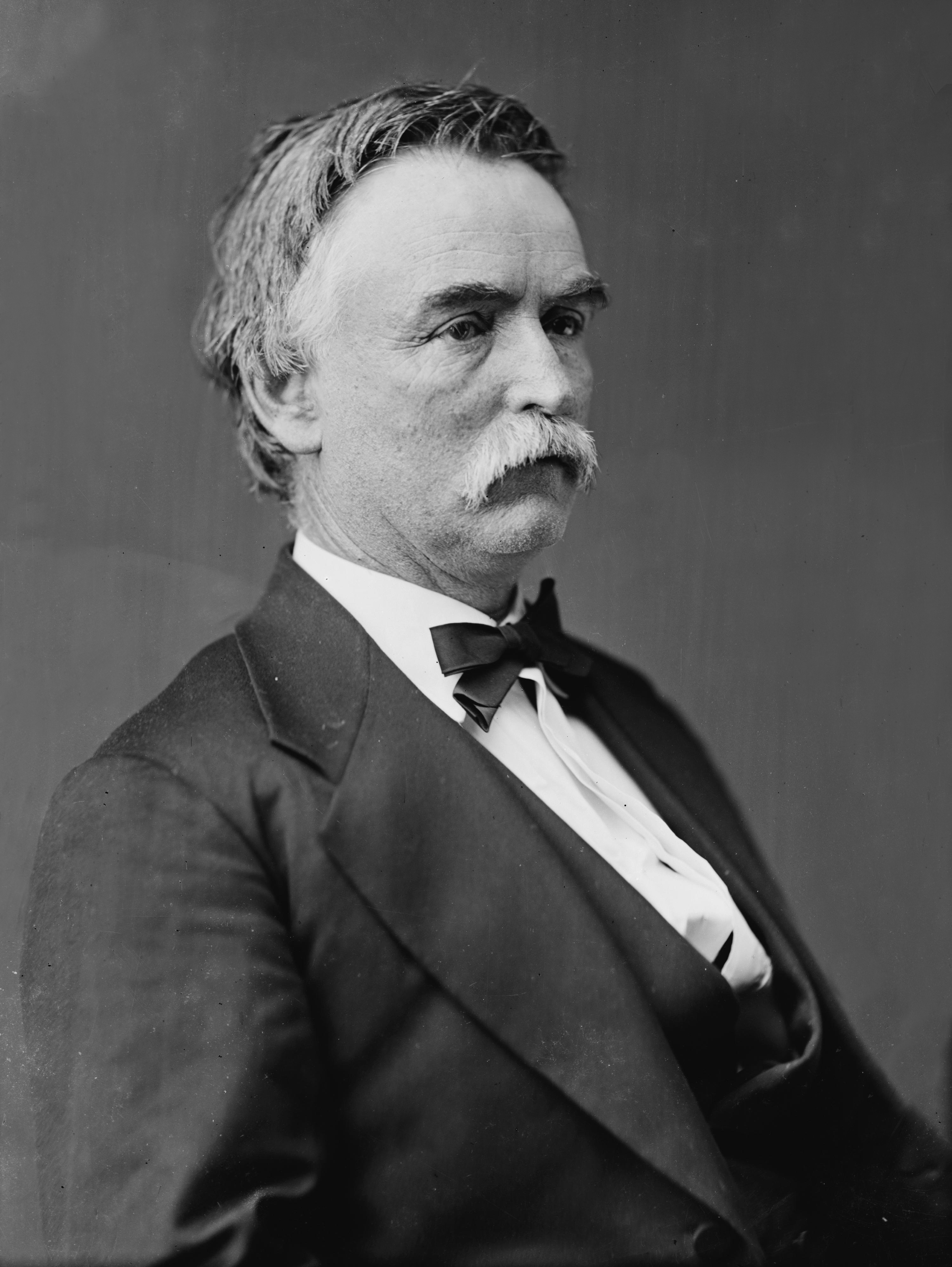
J. Proctor Knott

James Proctor Knott (* 29. August 1830 im Marion County, Kentucky; † 18. Juni 1911 in Lebanon, Kentucky) war ein US-amerikanischer Politiker und Gouverneur von Kentucky. Diesen Bundesstaat vertrat er außerdem im Kongress.

## Frühe Jahre
Knott wurde anfangs noch von seinem Vater unterrichtet, erst später besuchte er die örtlichen Schulen. Daran schloss sich ein erfolgreiches Jurastudium an. Im Jahr 1850 zog er nach Memphis, Missouri, wo er ab 1851 als Rechtsanwalt arbeitete. Zwischen 1857 und 1859 war er Abgeordneter im Repräsentantenhaus von Missouri und von 1859 bis 1862 Attorney General des Staates. Als Anhänger der Union blieb er in der Hauptstadt Jefferson City, während die restliche Regierung die Flucht ergriff. Er behielt sein Amt noch einige Zeit, überwarf sich dann aber mit den radikalen Republikanern und kehrte 1863 nach Kentucky zurück.

## Politische Karriere
Im Jahr 1867 wurde Knott in das Repräsentantenhaus der Vereinigten Staaten in Washington gewählt. Er behielt dieses Mandat bis 1871. Zwischen 1875 und 1883 verbrachte er weitere Jahre in diesem Gremium. Für die Gouverneurswahlen des Jahres 1883 in Kentucky wurde er von der Demokratischen Partei als deren Kandidat aufgestellt. Er gewann die Wahl mit 60 % der Stimmen gegen Thomas Z. Morrow. Seine Amtszeit begann am 5. September 1883 und endete am 30. August 1887. In dieser Zeit wurde eine Schule zur Ausbildung für schwarze Lehrer gegründet. Es wurde ein Ausschuss ins Leben gerufen, der gleiche Standards für Lehrer im ganzen Land festlegte. Dem Gouverneur gelang auch eine weitere Eindämmung der Gewalt in Kentucky. In seiner Amtszeit fand auch die erfolgreiche Ausstellung „Southern Exposition“ in Louisville statt.

## Lebensabend und Tod
Nach dem Ablauf seiner Amtszeit lehnte er das Angebot von Präsident Grover Cleveland, erster Gouverneur des Hawaii-Territoriums zu werden, ab. Von 1887 bis 1888 war er stellvertretender Justizminister von Kentucky. Im Jahr 1891 war er Delegierter auf dem Konvent zur Reform der Verfassung von Kentucky. Sein letztes öffentliches Amt war die Stelle des Dekans der Centre College Law School (1894 bis 1901).
Nach ihm ist Knott County in Kentucky benannt.